# Národní park Skalnaté hory
Národní park Skalnaté hory (anglicky Rocky Mountain National Park) je jeden z národních parků ve Spojených státech amerických. Leží na severu Colorada, ve střední části země. Nachází se v okresech Larimer County, Grand County a Boulder County, necelých 100 km severozápadně od Denveru. Park leží ve Skalnatých horách, v pohoří Front Range. Park zahrnuje vysoké horské masivy (nejvyšší vrcholy mají přes 4 000 m), horská jezera, velmi různorodou krajinu - od horských lesů až po tundru. Nachází se v oblasti kontinentálního rozvodí a pramení zde řeka Colorado. Národní park Skalnaté hory má rozlohu 1 075 km2 a byl založen v roce 1915.

## Historie
Podle archeologických vykopávek žili na území parku lidé již před 12 000 lety. V době příchodu Evropanů zde žili indiánské kmeny Arapahů a Jutů. Koncem 19. století přestěhovala americká vláda oba kmeny mimo území parku. Od poloviny 19. století přicházeli do oblasti zlatokopové, horníci, lovci kožešin a farmáři. Než se zde někdo z nich stačil usadit, podepsal v roce 1915 prezident W. Wilson vznik národního parku. Původně navrhované hranice parku zasahovaly na severu až na území státu Wyoming a na jihu dosahovaly až k hoře Pikes Peak. Současné hranice jsou výsledkem diskuzí, rovněž také lobbyingu dřevařských a těžařských společností.

## Geografie
Kontinentální rozvodí rozděluje park na dvě části. Západní část je více vlhká a zalesněná. Východní část je sušší, vrcholy hor jsou pokryty ledovci, nachází se zde kary. Čtvrtina parku leží nad hranicí lesa. Nejvyšší horou je Longs Peak (4 345 m). K dalším nejvyšším vrcholům náleží Mount Meeker (4 240 m), Chiefs Head Peak (4 139 m), Hagues Peak (4 133 m) a Ypsilon Mountain (4 119 m).

## Flora a fauna
V nižších polohách v parku rostou především listnaté a borové lesy. Výše v subalpínské oblasti rostou jehličnaté lesy, především borovice, smrky a jedle. Hranice lesa je nad 3 500 metrů nad mořem. Z listnatých stromů zde rostou topoly americké (Populus tremuloides) a topoly úzkolisté. Z jehličnatých stromů zde rostou borovice těžká, borovice pokroucená, borovice ohebná, místní druh smrku pichlavého, smrk Engelmannův, douglaska tisolistá a v nejvyšších polohách roste jedle plstnatoplodá.
Ze savců zde žijí jelen wapiti, los (Alces alces), puma americká, ovce tlustorohá nebo medvěd baribal.